# Boeing 757
Boeing 757 là máy bay thân hẹp, hai động cơ, một tầng, một lối đi, cánh cố định vận chuyển hành khách và hàng hóa có tầm bay ngắn đến trung bình do hãng Boeing Commercial Airplanes Hoa Kỳ chế tạo. Máy bay Boeing 757 đã được hai hãng Eastern Air Lines và British Airways làm khách hàng sử dụng đầu tiên để thay thế Boeing 727 và đã đi vào hoạt động năm 1983. Việc sản xuất máy bay 757 đã kết thúc vào ngày 28 tháng 10 năm 2004 sau khi đã có 1050 chiếc loại này đã được chế tạo. Chiếc cuối cùng đã được giao cho hãng Shanghai Airlines vào ngày 28 tháng 11 năm 2005. Tính đến tháng 7 năm 2007, có tổng cộng 1019 chiếc Boeing 757 vẫn còn hoạt động.
Có tất cả bốn phiên bản bao gồm B757-100,-200, và phiên bản dài nhất -300↵. Phiên bản chở hàng của loại tàu bay này là B757-200F và B757-300F đang được sử dụng bởi hãng UPS, DHL Express và FedEx Express cùng một số hãng hàng không vận chuyển hàng hóa khác trên khắp thế giới. Boeing có thể giúp các hãng hàng không chuyển đổi B757 của họ thành phiên bản chở hàng nếu muốn nhưng không có ý định kéo dài thành phiên bản B757-400F như vậy sẽ là đối thủ cạnh tranh trực tiếp với B767-300F và B777F.

## Thiết kế

### Tổng quát
Boeing 757 là loại máy bay cánh thấp với bộ phận đuôi thông thường có một cánh đơn và bánh lái. Mỗi cánh có mặt cắt ngang tới hạn và được trang bị các thanh cạnh hàng đầu năm tấm, các cánh xẻ rãnh đơn và kép, một cánh nhỏ phía ngoài và sáu tấm cản gió. Các cánh gần như giống hệt nhau trên tất cả biến thể 757, được quét ở góc 25 độ và được tối ưu hóa cho tốc độ bay Mach 0,8 (858 km/h). Độ quét cánh giảm giúp loại bỏ sự cần thiết của các cánh quạt trong khoang máy bay, nhưng ít phải chịu lực cản trên các đường bay có độ dài trung bình và ngắn. Khung máy bay kết hợp thêm bề mặt cánh bằng nhựa gia cố bằng sợi carbon, hệ thống chắn gió và tấm tiếp cận Kevlar, cộng với hợp kim nhôm cải tiến, cùng nhau giúp giảm trọng lượng tổng thể 950 kg.

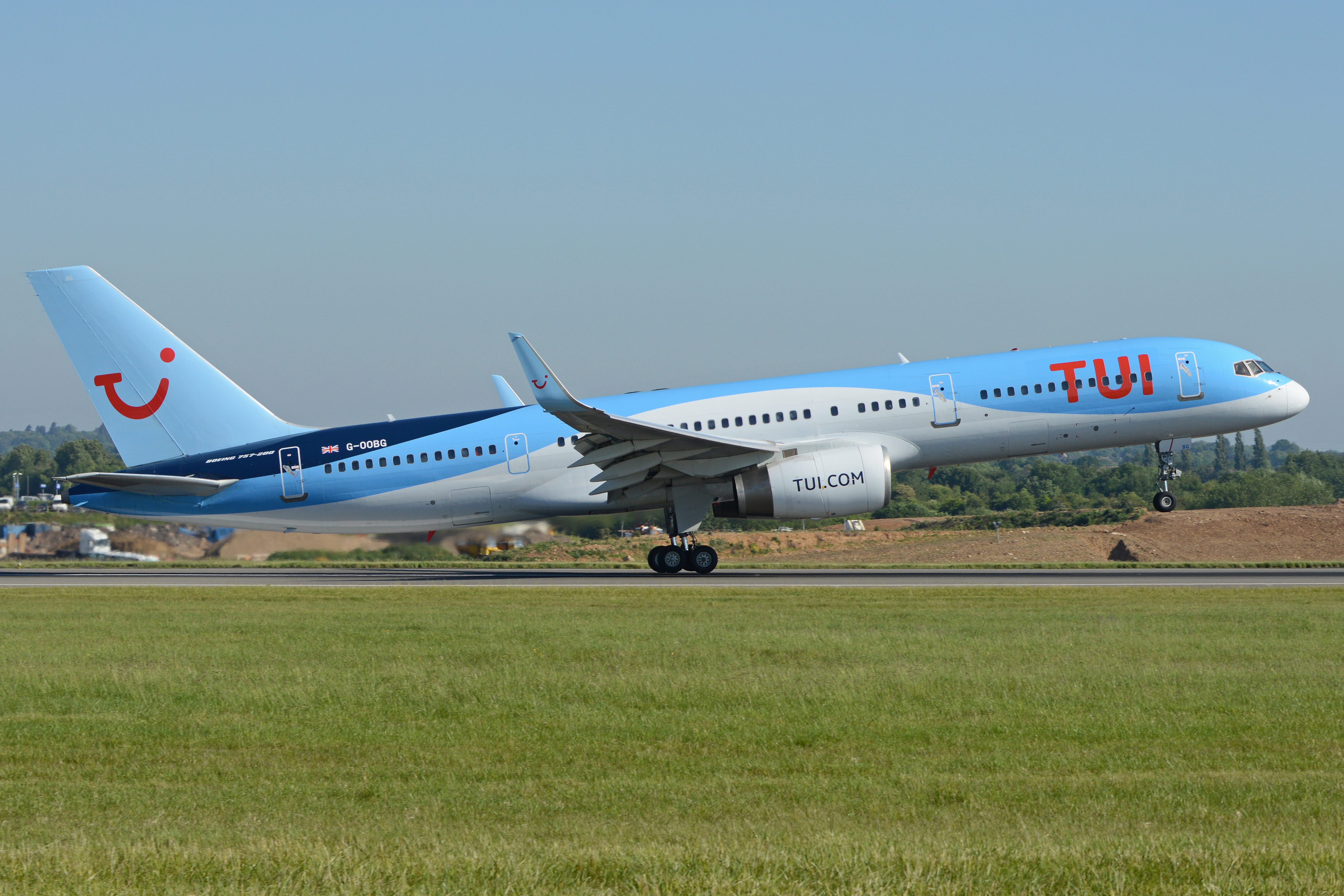
TUI AIRWAY B757-200

Để phân phối trọng lượng của máy bay trên mặt đất, 757 có 8 bánh phía sau (4 bánh chia đều 2 bên) và 2 bánh nhỏ phía trước. Bộ phận hạ cánh được thiết kế có chủ đích để cao hơn so với các máy bay thân hẹp trước đây của công ty để tạo khoảng sáng gầm cho các mô hình kéo dài. Năm 1982, 757-200 trở thành máy bay phản lực cận âm đầu tiên cung cấp phanh carbon lâu hơn như một tùy chọn của nhà máy, do Dunlop cung cấp. 757-300 được kéo dài có phần cánh đuôi có thể thu vào trên thân sau của nó để tránh bị hư hại nếu phần đuôi tiếp xúc với bề mặt đường băng trong quá trình cất cánh.
Bên cạnh hệ thống điện tử hàng không và máy tính thông thường, 757 chia sẻ bộ nguồn phụ, hệ thống điện, sàn đáp và các bộ phận thủy lực với 767. Thông qua sự tương đồng trong hoạt động, các phi công 757 có thể có được xếp hạng loại chung để bay 767. Điều này làm giảm chi phí cho các hãng hàng không khai thác cả hai loại máy bay.

### Hệ thống bay

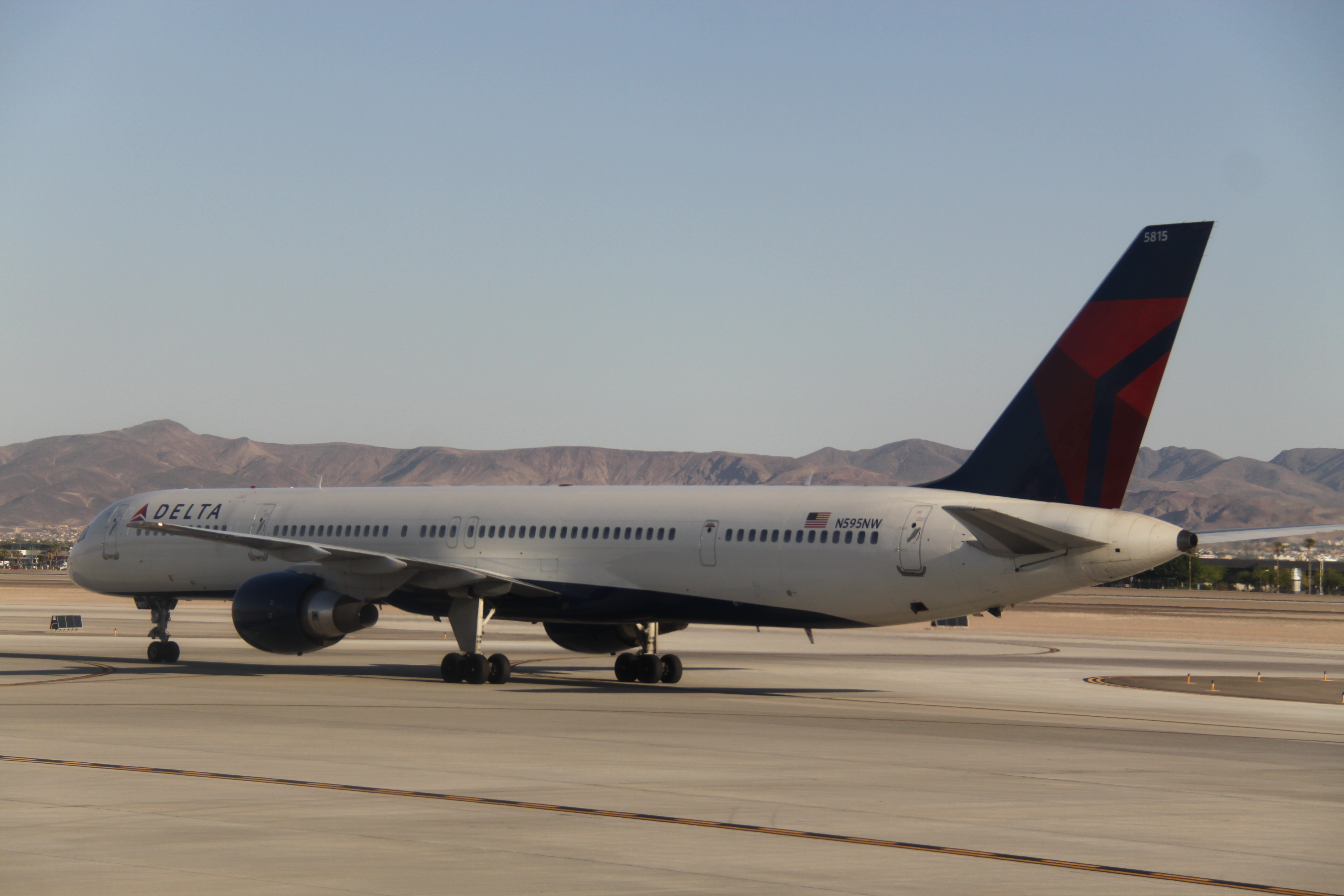
Boeing 757 Delta

Buồng lái của 757 sử dụng sáu màn hình Rockwell Collins CRT để hiển thị thiết bị bay, cũng như hệ thống thiết bị bay điện tử (EFIS) và chỉ báo động cơ và hệ thống cảnh báo phi hành đoàn (EICAS). Các hệ thống này cho phép phi công xử lý các nhiệm vụ giám sát do kỹ sư bay thực hiện trước đó. Hệ thống quản lý bay nâng cao, được cải tiến so với các phiên bản được sử dụng trên những chiếc 747 đầu tiên, tự động hóa điều hướng và các chức năng khác, trong khi hệ thống hạ cánh tự động tạo điều kiện cho thiết bị CAT IIIb hạ cánh trong điều kiện tầm nhìn thấp 150 m. Hệ quy chiếu quán tính (IRS) ra mắt cùng với 757-200 là hệ thống đầu tiên có con quay hồi chuyển ánh sáng laze. Trên chiếc 757-300, sàn đáp được nâng cấp có máy tính quản lý chuyến bay Honeywell Pegasus, EICAS nâng cao và hệ thống phần mềm cập nhật.

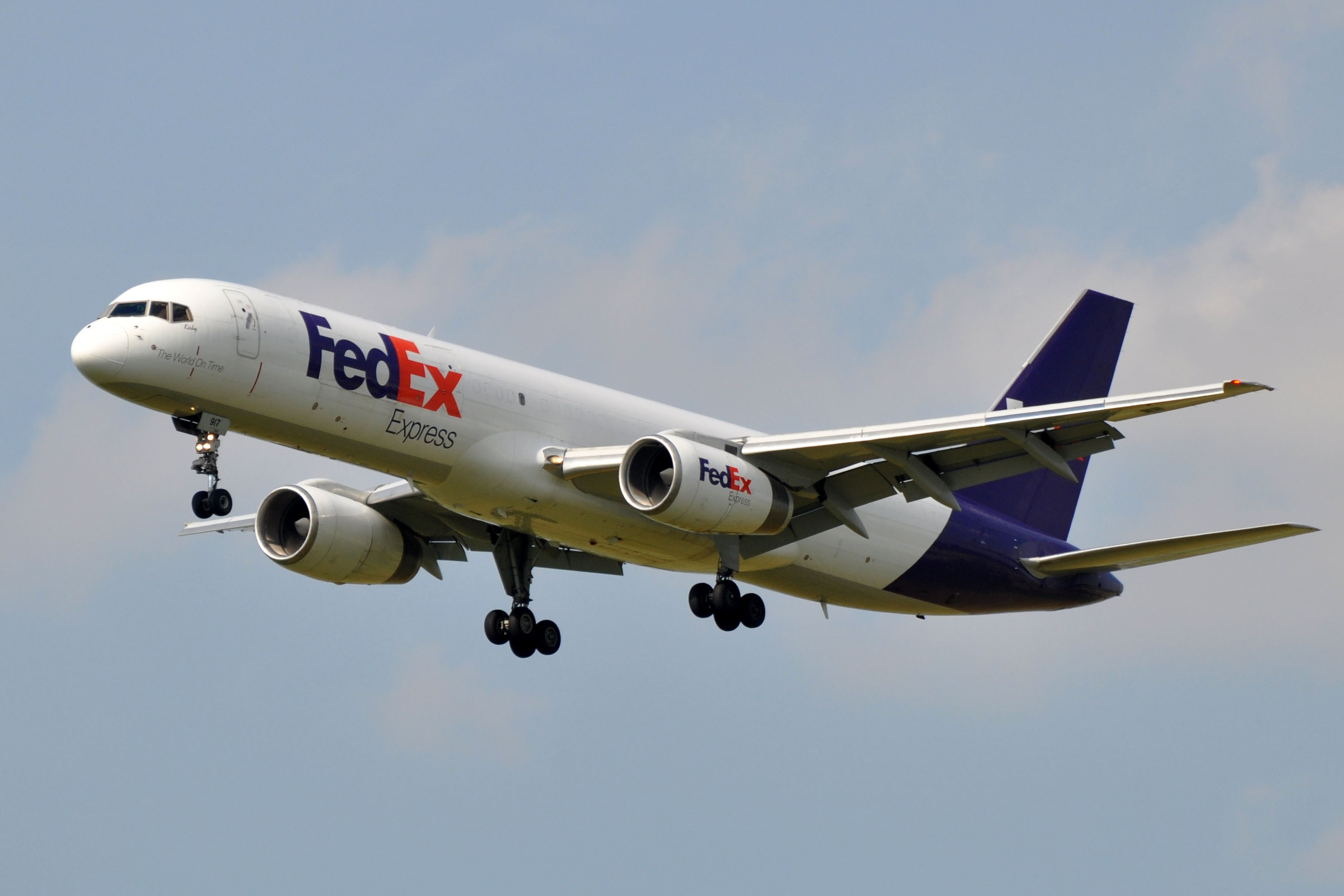
Federal Express (FedEx), Boeing 757-200F

Để phù hợp với thiết kế buồng lái tương tự như 767, 757 có phần mũi tròn hơn so với các máy bay thân hẹp trước đây. Không gian sẽ có khả năng hiển thị bảng điều khiển không bị cản trở và có chỗ cho một chỗ ngồi quan sát lý tưởng. Góc nhìn của phi công tương tự như 767 là kết quả từ sàn buồng lái dốc xuống và các cửa sổ buồng lái phía trước giống nhau.
Ba hệ thống thủy lực độc lập được lắp đặt trên 757, hai hệ thống được cung cấp bởi hai động cơ và hệ thống thứ ba sử dụng bơm điện. Một tuabin không khí ram được trang bị để cung cấp năng lượng cho các điều khiển thiết yếu trong trường hợp khẩn cấp. Một dạng cơ bản của dây dẫn tạo điều kiện thuận lợi cho hoạt động của spoiler, sử dụng tín hiệu điện thay vì cáp điều khiển truyền thống. Hệ thống fly-by-wire, được sử dụng chung với 767 giúp giảm trọng lượng và cung cấp cho hoạt động độc lập. Khi được trang bị cho các hoạt động phạm vi mở rộng, 757 có máy phát động cơ thủy lực dự phòng và một quạt làm mát bổ sung trong hệ thống điện tử của máy bay.

## Giao hàng máy bay Boeing 757

### Các đơn hàng
| 2003 | 2002 | 2001 | 2000 | 1999 | 1998 | 1997 | 1996 | 1995 | 1994 | 1993 | 1992 | 1991 |
| ---- | ---- | ---- | ---- | ---- | ---- | ---- | ---- | ---- | ---- | ---- | ---- | ---- |
| 7    | 0    | 37   | 43   | 18   | 50   | 44   | 59   | 13   | 12   | 33   | 35   | 50   |
| 1990 | 1989 | 1988 | 1987 | 1986 | 1985 | 1984 | 1983 | 1982 | 1981 | 1980 | 1979 | 1978 |
| 95   | 166  | 148  | 46   | 13   | 45   | 2    | 26   | 2    | 3    | 64   | 0    | 38   |

### Giao hàng
| 2005 | 2004 | 2003 | 2002 | 2001 | 2000 | 1999 | 1998 | 1997 | 1996 | 1995 | 1994 | 1993 |
| ---- | ---- | ---- | ---- | ---- | ---- | ---- | ---- | ---- | ---- | ---- | ---- | ---- |
| 2    | 11   | 14   | 29   | 45   | 45   | 67   | 54   | 46   | 42   | 43   | 69   | 71   |
| 1992 | 1991 | 1990 | 1989 | 1988 | 1987 | 1986 | 1985 | 1984 | 1983 | 1982 | 1981 | 1980 |
| 99   | 80   | 77   | 51   | 48   | 40   | 35   | 36   | 18   | 25   | 2    | 0    | 0    |

## Thông số kỹ thuật
|                             | 757-200 | 757-200F | 757-300 |
| --------------------------- | --- | --- | --- |
| Số lượng phi công           | Hai | Hai | Hai |
| Số khách                    | 200 (2 hạng) 234 (1 hạng)                                                                                           | 5 (Đội bay) | 243 (2 hạng) 289 (1 hạng)                                                                                           |
| Chiều dài                   | 47,32 m (155 ft 3 in)                                                                                               | 47,32 m (155 ft 3 in)                                                                                               | 54,47 m (178 ft 7 in)                                                                                               |
| Wheelbase                   | 18,29 m (60 ft) | 18,29 m (60 ft) | 22,35 m (73 ft 4 in)                                                                                                |
| Sải cánh                    | 38.05 m (124 ft 10 in)                                                                                              | 38.05 m (124 ft 10 in)                                                                                              | 38.05 m (124 ft 10 in)                                                                                              |
| Góc cụp cánh                | 25° | 25° | 25° |
| Wing Aspect Ratio           | 7,8 | 7,8 | 7,8 |
| Chiều cao                   | 13.56 m (44 ft 6 in)                                                                                                | 13.56 m (44 ft 6 in)                                                                                                | 13.56 m (44 ft 6 in)                                                                                                |
| Chiều rộng cabin            | 3.54 m (11 ft 7 in)                                                                                                 | 3.54 m (11 ft 7 in)                                                                                                 | 3.54 m (11 ft 7 in)                                                                                                 |
| Chiều dài cabin             | 36.09 m (118 ft 5 in)                                                                                               | 36.09 m (118 ft 5 in)                                                                                               | 43.21 m (141 ft 8 in)                                                                                               |
| Trọng lượng cất cánh tối đa | 115.680 kg (255.000 lb)                                                                                             | 115.680 kg (255.000 lb)                                                                                             | 123.600 kg (272.500 lb)                                                                                             |
| Tốc độ bay tiết kiệm xăng   | 0.8 Mach (530 mph, 458 knots, 850 km/h ở 35.000 ft)                                                                 | 0.8 Mach (530 mph, 458 knots, 850 km/h ở 35.000 ft)                                                                 | 0.8 Mach (530 mph, 458 knots, 850 km/h ở 35.000 ft)                                                                 |
| Tầm xa, tải                 | 7.222 km (3.900 nm) -200WL: 7.600 km (4.100 nm)                                                                     | 5.834 km (3.150 nm)                                                                                                 | 6.421 km (3.467 nm)                                                                                                 |
| Nhiên liệu tối đa           | 43.490 L (11.489 US gal)                                                                                            | 42.680 L (11.276 US gal)                                                                                            | 43.400 L (11.466 US gal)                                                                                            |
| Trần bay dịch vụ            | 12.800 m (42.000 ft)                                                                                                | 12.800 m (42.000 ft)                                                                                                | 12.800 m (42.000 ft)                                                                                                |

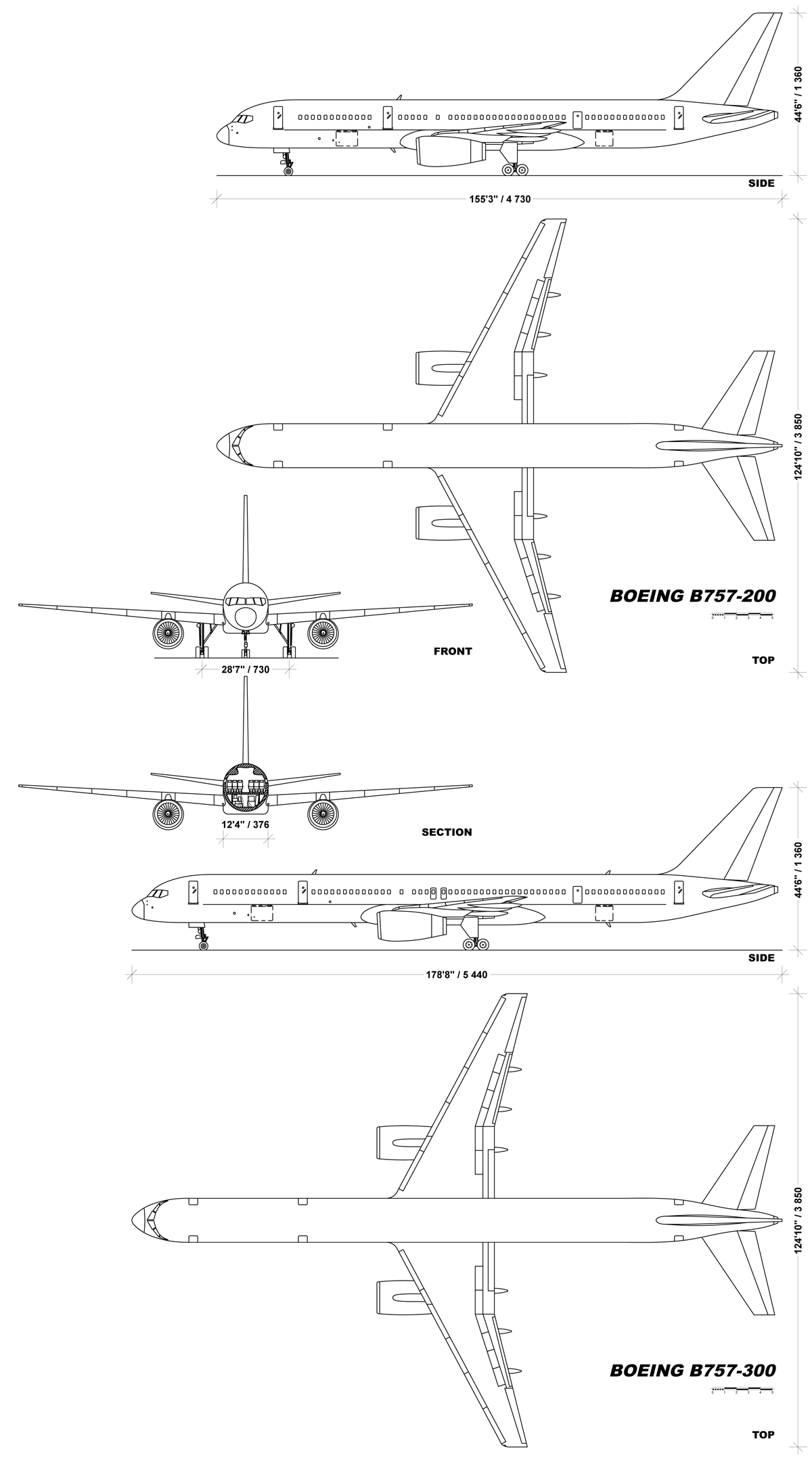
Boeing 757-200 và -300

| Động cơ (2×)                | Pratt & Whitney PW2000 lực đẩy 36.600 lbf (163 kN) mỗi chiếc Roll-Royce RB211 lực đẩy 43.500 lbf (193 kN) mỗi chiếc | Pratt & Whitney PW2000 lực đẩy 36.600 lbf (163 kN) mỗi chiếc Roll-Royce RB211 lực đẩy 43.500 lbf (193 kN) mỗi chiếc | Pratt & Whitney PW2000 lực đẩy 36.600 lbf (163 kN) mỗi chiếc Roll-Royce RB211 lực đẩy 43.500 lbf (193 kN) mỗi chiếc |